# Rubus fioniae
Espèce
Rubus fioniae est une espèce de plantes à fleurs de la famille des rosacées et du genre Rubus.

## Description
Rubus fioniae a des turions arrondis, glabres pourvus d'aiguillons (environ 15 à 20 sur 5 cm). Il comporte des feuilles de trois à cinq folioles aux limbes régulièrement dentés. La foliole terminale est mince et légèrement courbée vers l’extérieur. Sa partie supérieure est verte et comporte 10 à 100 poils par cm2. Sa face inférieure est grise et pubescente au toucher.
Les fleurs sont blanches et comportent des pétales de 10 à 15 millimètres de diamètre. L'inflorescence est feuillée jusqu'à son extrémité.

## Habitat et répartition
Cette ronce, de distribution éparse à fréquente, vit sur sol riche en nutriment, dans les fourrés et les lisières forestières.
On le rencontre au Danemark et en Allemagne.